# Sułów Wielki (osada leśna)
Sułów Wielki – osada leśna w Polsce położona w województwie dolnośląskim, w powiecie górowskim, w gminie Wąsosz. Miejscowość wchodzi w skład sołectwa Sułów Wielki.
W latach 1975–1998 miejscowość należała administracyjnie do województwa leszczyńskiego.